# Claro Música
Claro Música es una plataforma de transmisión de música disponible en la mayoría de países de Sudamérica y Centroamérica. Este servicio se ofrece donde existe la plataforma de telefonía Claro, para dispositivos Android, iOS y Windows. Posee listas de reproducción, radios, podcasts y otras divisiones en su interfaz por géneros musicales.

## Historia
Fue lanzada en 2014, y dos años después ya contaba con más de veinte millones de canciones en su catálogo y más de 40.000 suscriptores. Desde sus inicios, Claro Música optó por brindar a sus usuarios los éxitos de la música internacional, así como canciones de artistas locales de cada región donde brindan sus servicios, incluso, apoyándolos con la producción de algunos de sus videoclips.
Como estrategia promocional, esta división de Claro ha realizado convenios con artistas o segmentos del entorno musical, también con otras plataformas como Waze, ha organizado eventos, como Claro Música fest, y conciertos exclusivos como el reencuentro del grupo RBD en 2020.
Actualmente, esta plataforma está disponible en Argentina, Brasil, Chile, Colombia, Costa Rica, Ecuador, El Salvador, Guatemala, Honduras, México, Nicaragua, Panamá, Paraguay, Perú, República Dominicana y Uruguay.